# Альбертолли, Джокондо
Джокондо Альбертолли (итал. Giocondo Albertolli; 24 июля 1742, Бедано, Швейцария — 15 ноября 1839, Милан) — ломбардский архитектор, декоратор, живописец, скульптор швейцарского происхождения, представитель классицизма.

## Биография
Родился в семье архитектора. С 11-летнего возраста десять лет учился в Парме в академии изящных искусств.
Занимался созданием не только зданий и сооружений, но и украшений разного типа. Одновременно с ваянием время от времени писал картины. Альбертолли был одним из основателей Академии Брера в 1775 году. Наполеон в 1809 году сделал его рыцарем железной короны.
На протяжении 37 лет был руководителем и профессором школы орнамента академии Брера, но был вынужден передать эту должность своему племяннику в 1812 году из-за болезни глаз.
Проектировал церкви, дворцы, ворота и общественные здания. Примером его трудов служит вилла Мельци, созданная как загородная резиденция вице-президента Цизальпинской республики Франческо Мельци.
Вместе с архитектором Джузеппе Пьермарини участвовал в формировании архитектуры наполеоновской Ломбардии. Оказал влияние на творчество Аппиани Андреа.
Его братом был Грато Альбертолли, швейцарский архитектор и декоратор. Сын Рафаэль стал гравёром.

## Галерея
- Статуя Альбертолли на фасаде дворца Брера
- Орнамент
- Мозаика
- Дизайн потолка с лепниной